# Kościół Świętych Apostołów Piotra i Pawła w Boleszczynie
Kościół Świętych Apostołów Piotra i Pawła w Boleszczynie – rzymskokatolicki kościół parafialny należący do parafii pod tym samym wezwaniem (dekanat dobrski diecezji włocławskiej).
Obecna świątynia została zbudowana w latach 1818–1821, następnie została przebudowana w 1899 roku. Budowla jest murowana, wzniesiona z cegły i usytuowana na podmurówce kamiennej. Część główną na planie prostokąta nakrywa wysoki dach dwuspadowy, po stronie wschodniej jest umieszczone nieco niższe, prostokątne prezbiterium. Bryłę świątyni zamyka po stronie wschodniej jednokondygnacyjna zakrystia nakryta dachem dwuspadowym. Do prezbiterium przylega od strony południowej zakrystia nakryta dachem pulpitowym. Do nawy przylegają od strony północnej i południowej kaplice nakryte dachami dwuspadowymi. W narożniku północno-zachodnim znajduje się trzykondygnacyjna wieża zwieńczona ostrosłupową iglicą nakrytą blachą. Na przecięciu nawy i prezbiterium, w kalenicy jest umieszczona sygnaturka. Dachy pokryte są dachówką ceramiczną karpiówką. Elewacje w większości są otynkowane, narożniki, gzymsy, fryzy i elewacje wieży są wykonane z cegły. Otwory okienne prostokątne zamknięte są łukiem ostrym, w kaplicach znajdują się blendy. Główne wejście jest ozdobione ostrołukowym portalem ujętym w dwie półkolumny toskańskie. Wnętrze jednonawowe nakrywa strop ozdobiony współczesną polichromią. Budowla była kilkakrotnie remontowana, zachowała się w dobrym stanie.
Wyposażenie kościoła pochodzi głównie z początku XX wieku; należą do niego: ołtarz boczny, chrzcielnica, prospekt organowy w stylu neogotyckim z instrumentem, feretrony.